# Gus Gus vs. T-World
Gus Gus Vs. T-World – album kompilacyjny islandzkiego zespołu GusGus. Wydany w kwietniu 2000 roku nakładem 4AD. Płyta zawiera piosenki napisane nie przez samo GusGus, a przez Biggi’ego Veira i Herba Legowitza, kiedy byli jeszcze nazywani T-World.

## Lista utworów
1. „Anthem” – 7:50
2. „Northern Lights” – 6:12
3. „Earl Grey” – 7:06
4. „Purple” – 9:20
5. „Rosenberg” – 6:27
6. „Sleepytime” – 4:39
7. „Esja” – 11:13

Inna wersja utworu „Purple” jest zamieszczona na albumie Gus Gus (1995) i Polydistortion (1997).
Piosenka „Anthem” została użyta w filmie Pi z 1998 roku.